# Костомаровский мост
Костома́ровский мост — автомобильный мост в Москве через реку Яузу. Построен в 1941 году по проекту инженера Ю. Ф. Вернера и архитекторов И. В. Ткаченко и К. Т. Топуридзе на месте старого кирпичного арочного моста. Соединяет Костомаровский переулок и Андроньевскую площадь.
Кроме автомобильного, по мосту осуществляется трамвайное движение.

## История
До 1941 года на этом месте был старый Костомаровский мост. Он имел арочную однопролётную конструкцию и был сделан из кирпича.

## Происхождение названия
Мост был назван по Костомаровскому переулку, который, в свою очередь, был назван в честь местной землевладелицы.

## Интересные объекты недалеко от моста
- Спасо-Андроников монастырь
- храм Сергия Радонежского в Рогожской слободе

## Соседние мосты через Яузу
- выше по течению реки — Андроников виадук
- ниже по течению реки — Высокояузский мост